# FPSRussia
FPSRussia是一个在YouTube上的视频栏目和美国网络名人。本人名叫凱爾·邁爾斯（Kyle Myers），他以一个俄罗斯式的昵称「迪米特里」（Dimitri）在该视频栏目发布他的武器演示视频，截至2011年9月，该栏目成为YouTube第十六大订阅栏目，直到2011年9月17日，已有2.5亿人次观看过他的视频。
邁爾斯在2006年5月18日在youtube建立了名字为"klm5986"的頻道并于2009年7月3日上传他评论決勝時刻4：現代戰爭的第一部游戏评论视频。2010年3月19日建立了"FPSRussia"栏目。该栏目视频出名在于其以真实的武器——尤其是来自于決勝時刻——进行演示来“以真实武器戳穿游戏中的误解”，证明同一武器现实和游戏中的不同。 其之所以使用"FPSRussia" 作为栏目名称是源于其当汽车销售员时的俄罗斯老板。
由于其本身也有大量枪支和弹药，起初制作这些视频并没有太大投入。后来由于有枪支供应商愿意免费租借枪支和弹药，并以在其视频描述中加入该供应商的网址作为交换，使他能演示更为惊人和昂贵的枪械。其本人也在本辑视频提及过。
邁爾斯生长于美国的佐治亚州的一个农场中，由其父亲教起学习枪械射击并枪械伴随着其成长，其曾经参加过竞技射击。
2017年8月，因不明原因证实迈尔斯在暗网购买毒品并通过邮寄到他的住所而被警方指控吸毒被抓，也因在其父亲家中搜出许多违禁物品而被指控重罪，并没收他所有武器，共计50多种枪械、大量C4以及黄色火药。按美联邦法案，吸毒者终生不能持有枪支，FPSRussia的歷史至此正式終結。

## 在视频上演试过的武器列表[4]
- 火焰喷射器
- M240通用机枪
- M1加蘭德步槍
- M1A1卡賓槍
- M60通用機槍
- 莫斯伯格500泵動式霰彈槍
- Ultimax 100轻机枪
- .357沙鹰
- SRS
- 82mm苏制迫击炮（英语：82-PM-37）
- 40mm博福斯高射机炮
- AA-12自動霰彈槍
- 雷明登ACR突擊步槍
- 雷明登870泵動式霰彈槍（霰弹演示）
- M16A1
- AR-15自動步槍（5.56子弹演示）、AK-47（7.62子弹演示）、莫辛-納甘步槍（7.62子弹演示）、雷明顿R700（.270子弹演示）
- 儒格P94（9毫米手枪弹演示），柯尔特蟒蛇S&W .357马格南转轮手枪（.38和.357手枪弹演示），S&W .44马格南转轮手枪（.44手枪弹演示），3英寸口径猎枪
- Kel-Tec SUB-2000卡賓槍
- M1917水冷式机枪
- M1911手槍
- ACR
- M249 SAW轻机枪
- MAC-10衝鋒槍
- 马格南 500转轮手枪
- UZI
- UMP45
- M4卡賓槍
- 斯泰爾AUG突擊步槍
- .5沙鹰
- FN_FAL自動步槍
- 格洛克18
- F2000
- M1汤姆森，M3黄油枪
- 鲁格 .22手枪
- AM-180 .22全自动冲锋枪
- M72輕型反裝甲武器
- .50 无后座力炮
- 格洛克17
- MP5K
- 格洛克19
- 雷明登11-87半自動霰彈槍
- HK MP5冲锋枪
- 白朗寧M2重機槍
- 伯奈利M2 Super 90半自動霰彈槍
- SKS
- PPSh-41衝鋒槍
- MK .46机枪
- M134迷你炮
- McMillan Tac狙击步枪
- 含.22手枪的匕首
- Dragon M-50 .50 机关枪
- M26电击枪（英語：M26 taser）
- 雷明顿700战术型
- G36C
- FN P90衝鋒槍
- HK416
- SA80
- M1911
- 蜜獾冲锋枪
- AR-15自動步槍（将民用半自动加装伸缩枪托变成全自动）
- 格洛克21
- UMP45
- FN Five-seveN手槍
- BAR
- FS2000
- Mossberg（英语：O.F. Mossberg & Sons） Chainsaw霰弹枪
- LAW
- M21狙擊手武器系統
- PWS MK1
- Benelli M2
- M14
- MP44
- FAL DSA SA58
- SRM M1216
- 金牛座法官左輪手槍
- MAK1919半自动霰弹枪
- DTA HTI沙漠科技硬目標攔截狙擊步槍

## 注脚
1. ↑  Massoud, Justin. . asylum.co.uk. 10 November 2010  [3 August 2011]. （原始内容存档于2011-10-09）. 外部链接存在于|title= (帮助)
2. ↑  网址为 （页面存档备份，存于）
3. ↑  .   [2011-10-01]. （原始内容存档于2011-10-07）.
4. ↑  .   [2011-10-01]. （原始内容存档于2011-09-25）.